# Pholidocarpus kingianus
Pholidocarpus kingianus là loài thực vật có hoa thuộc họ Arecaceae. Loài này được (Becc.) Ridl. miêu tả khoa học đầu tiên năm 1907.